# Happiness in Self Destruction
Happiness in Self Destruction es el tercer álbum de estudio de la banda estadounidense de metalcore The Plot in You. El álbum fue lanzado el 16 de octubre de 2015. Es el único álbum de la banda lanzado a través de StaySick después de dejar Rise Records.

## Antecedentes
El lanzamiento del álbum fue precedido por tres sencillos, "My Old Ways", "Take Me Away" y "Dear Old Friend". Se lanzó un vídeo musical de "Take Me Away", así como un vídeo musical de "Time Changes Everything", lanzado en junio de 2016.
Landon Tewers grabó el álbum en el estudio de su casa durante dos años y medio. Tocó todos los instrumentos del álbum. El productor Josh Schroeder ayudó en toda la postproducción, además de escribir las pistas de batería.

## Recepción
Happiness in Self Destruction recibió críticas generalmente positivas. Sputnikmusic le dio al álbum 3 de 5, afirmando que "Happiness in Self Destruction es el disco más maduro e intensamente personal de Landon hasta el momento, y esos factores juegan a su favor. Sin embargo, también es ensimismado, demasiado largo y carece de cohesión". It Djents le dio al álbum un 9 sobre 10, afirmando: "La banda nos está dando quince canciones de música honesta y emotiva, que muestra mucha ambición. Puedes escuchar y sentir claramente las emociones y el amor que se puso en esto". registro. Hay muchos detalles interesantes y muchas cosas por descubrir, pero en general tienen un concepto".

## Lista de canciones
Todas las letras escritas por Landon Tewers, toda la música compuesta por Landon Tewers. 
| N.º | Título                          | Duración |  |
| 1.  | «Hole in the Wall»              | 3:01     |  |
| 2.  | «Dear Old Friend»               | 3:59     |  |
| 3.  | «Take Me Away»                  | 3:40     |  |
| 4.  | «Runaway»                       | 3:28     |  |
| 5.  | «Pillhead»                      | 3:55     |  |
| 6.  | «Better Vibes»                  | 4:12     |  |
| 7.  | «My Old Ways»                   | 3:59     |  |
| 8.  | «Die Like Your Brothers»        | 3:24     |  |
| 9.  | «Mind Controlled»               | 2:54     |  |
| 10. | «Time Changes Everything»       | 3:53     |  |
| 11. | «Living Your Dream»             | 2:23     |  |
| 12. | «A Song About Myself»           | 3:44     |  |
| 13. | «Forgive Me»                    | 4:21     |  |
| 14. | «Washed Up»                     | 3:46     |  |
| 15. | «Happiness in Self Destruction» | 7:08     |  |

## Posicionamiento en lista
| Lista (2015)                            | Posición |
| --------------------------------------- | -------- |
| Estados Unidos (Billboard 200)          | 102      |
| Estados Unidos (Top Rock Albums)        | 13       |
| Estados Unidos (Top Hard Rock Albums)   | 5        |
| Estados Unidos (Independent Albums)     | 12       |
| Estados Unidos (Top Heatseekers Albums) | 1        |

## Personal
The Plot in You
- Landon Tewers – voz, guitarra, bajo, ingeniería, mezcla, masterización, producción
- Mathis Arnell - batería